# Lisianthius aurantiacus
Lisianthius aurantiacus är en gentianaväxtart som beskrevs av K.J. Sytsma. Lisianthius aurantiacus ingår i släktet Lisianthius och familjen gentianaväxter. Inga underarter finns listade i Catalogue of Life.